# ジェットブルー航空

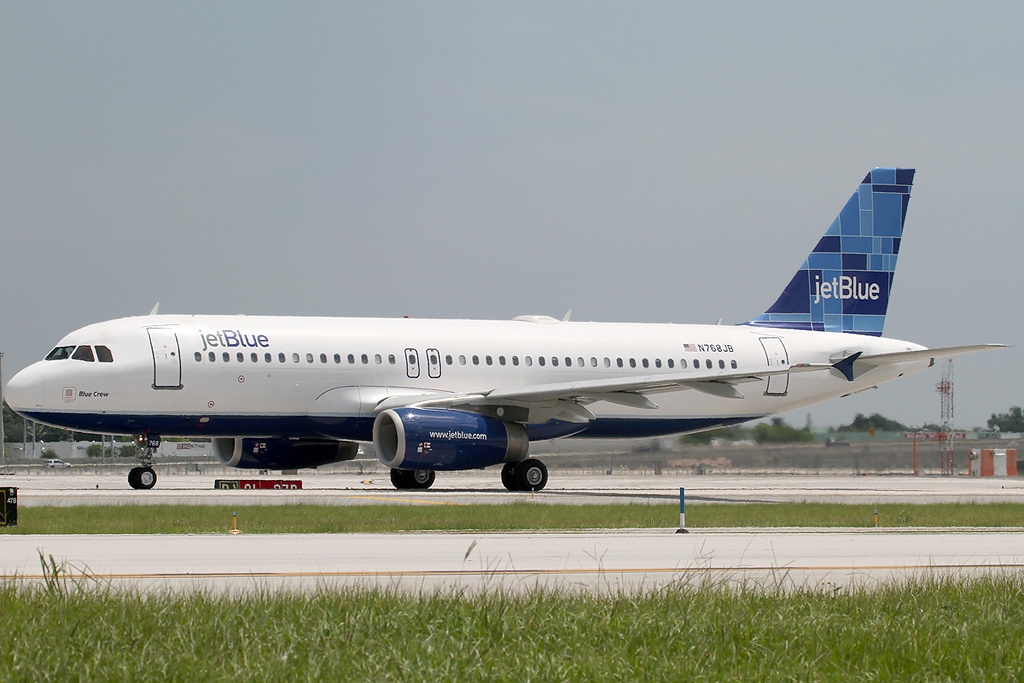
エアバス A320-200

ジェットブルー航空（ジェットブルーこうくう、英語：JetBlue Airways）とは、アメリカ合衆国の格安航空会社。運賃の安さに加えて、後半席のシートピッチの拡張やシートのグレードの向上などの点を特長としている。アメリカ合衆国の国内線に加え、メキシコ、カリブ海諸国、南米北部そして大西洋路線への国際線を運航する。

## 概要

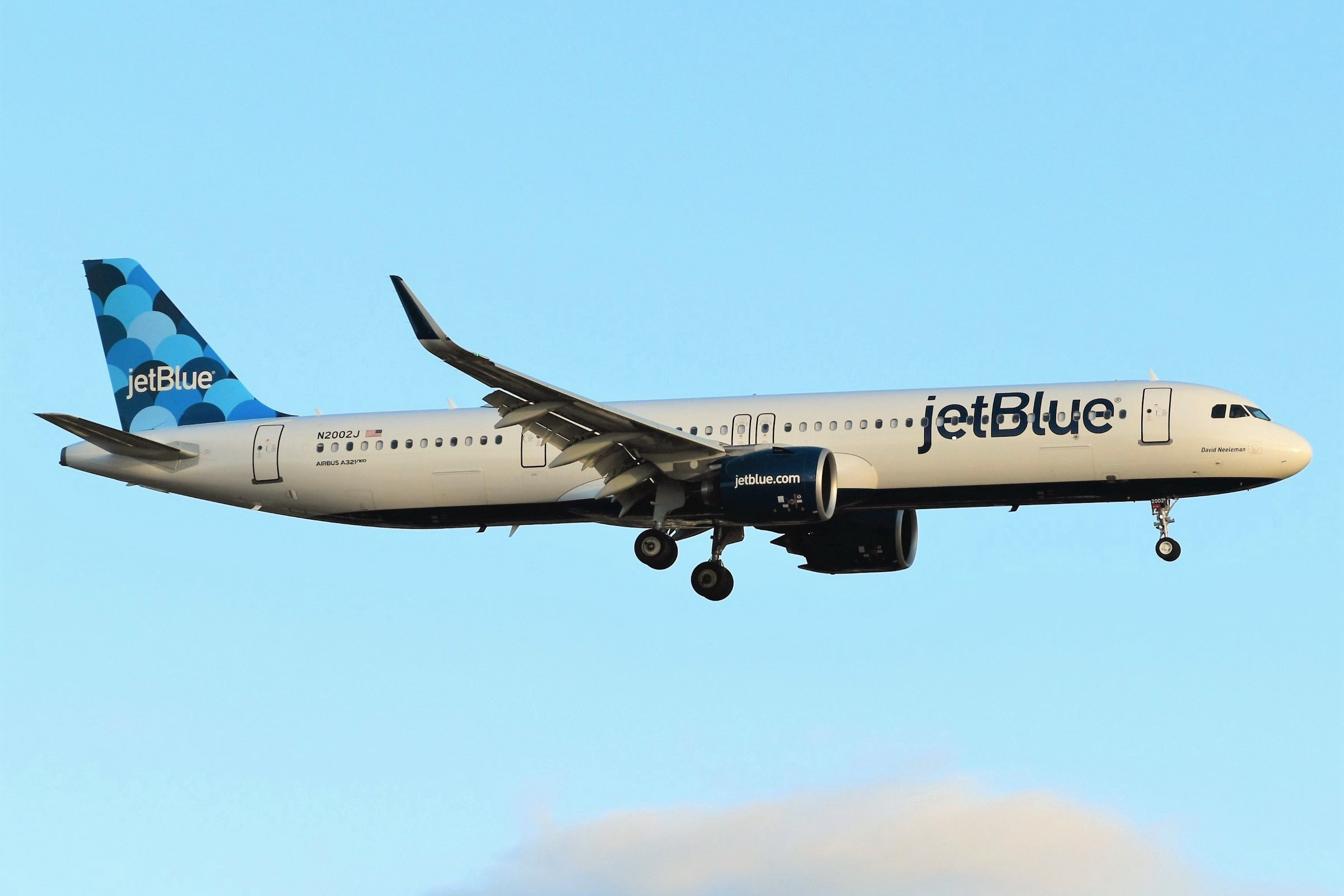
エアバスA321neo

設立は1999年7月。2000年2月11日、ニューヨークのジョン・F・ケネディ国際空港 - フロリダ州フォートローダーデール・ハリウッド国際空港間に就航している。ニューヨーク市への国内線はラガーディア空港に発着することが多いが、空港アクセスの道路混雑や発着便の多さによるスケジュールの遅延を避けるため、ジェットブルーは創業からジョン・F・ケネディ国際空港の第5ターミナルをほとんどのフライトのハブとしている。
2001年8月には、ニューヨークのジョン・F・ケネディ国際空港を選定したのと同じ理由でロサンゼルス国際空港を避け、より小さな空港であるロサンゼルス近郊のロングビーチ空港を西海岸のハブ空港として選定し、運航を始めた。
2004年にはボストンのジェネラル・エドワード・ローレンス・ローガン国際空港とフロリダを結ぶ路線の運航を開始した。さらにアメリカ国内のみでなくプエルトリコやドミニカ共和国への運航も始めている。
ジェットブルーは2001年9月11日のアメリカ同時多発テロ以降の航空業界不振の中で利益を得ている数少ない航空会社の一つである。デルタ航空のSong（現在はデルタ航空に統合）、ユナイテッド航空のTedなど、米国の大手航空会社はジェットブルーの成功に刺激され同様のビジネスモデルの競合子会社を設立する動きを見せていた。しかしこれらの航空会社はその後多くが消滅したが、ジェットブルーは現在も好調を維持しており、専門家は低コストでの高い生産性により、ジェットブルーの優位は続くと評価している。
本社は以前はニューヨーク・クイーンズ区のキュー・ガーデンにあったが、2002年にフォレスト・ヒルズに移転した。また、コネチカット州Darien、ユタ州コットンウッド・ハイト（Cottonwood Heights）にも事務所がある。航空連合には属さないが同社の主要株主にドイツの大手でスターアライアンスの中核航空会社のルフトハンザ航空が名前を連ねている。
2022年7月、同じく米国の主要航空会社である、スピリット航空との約38億USドルでの合併を発表。合併後は、米国第5位の規模の航空会社となる。(尚、スピリット航空は同じく7月に、予定していた米国の同じ格安航空会社である、フロンティア航空との合併の計画を破棄しており、わずか数時間後にジェットブルー航空との合併を発表したことになる。)
2025年5月29日、米国の主要航空会社である、ユナイテッド航空との提携を発表。又、ブルースカイという提携により、両社のWebサイトからインターライン契約を通じて両社の航空券の発券が可能となった。又、同時にユナイテッド航空が拠点とするEWR、ジェットブルー航空が拠点としているJFKのスロットを2027年からそれぞれ提供し交換する物となる。ジェットブルー航空は一日8スロット分を提供する予定としている。

## 機材

### 現在の保有機材
| 機材              | 運航数 | 発注数 | 座席数 | 座席数 | 座席数 | 座席数 | 備考                                      |
| 機材              | 運航数 | 発注数 | J      | Y+     | Y      | 計     | 備考                                      |
| ----------------- | ------ | ------ | ------ | ------ | ------ | ------ | ----------------------------------------- |
| エアバスA220-300  | 50     | 50     | -      | 20     | 120    | 140    | E190を置き換え予定                        |
| エアバスA320-200  | 10     | -      | -      | 30     | 120    | 150    |                                           |
| エアバスA320-200  | 119    | -      | -      | 30     | 132    | 162    |                                           |
| エアバスA321-200  | 35     | -      | 16     | 30     | 113    | 159    |                                           |
| エアバスA321-200  | 28     | -      | -      | 30     | 170    | 200    |                                           |
| エアバスA321neo   | 10     | 33     | 16     | 42     | 102    | 160    |                                           |
| エアバスA321neo   | 16     | 33     | -      | 24     | 176    | 200    |                                           |
| エアバスA321LR    | 11     | 2      | 24     | 24     | 90     | 138    |                                           |
| エアバスA321XLR   | -      | 13     | 24     | 24     | 90     | 138    |                                           |
| エンブラエル E190 | 9      | -      | -      | -      | 100    | 100    | ローンチカスタマー 2025年9月4日に退役予定 |
| 合計              | 288    | 98     |        |        |        |        |                                           |

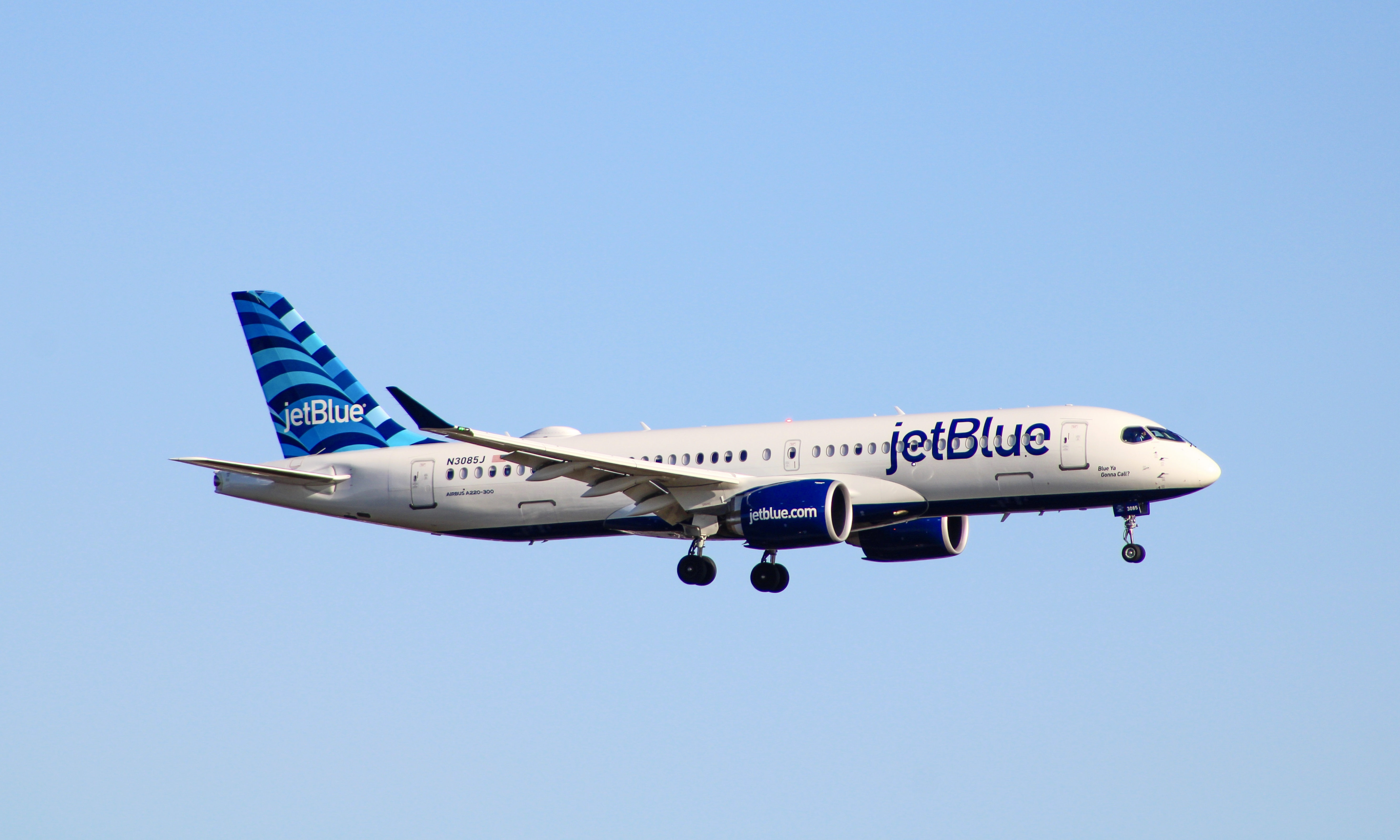
エアバスA220-300
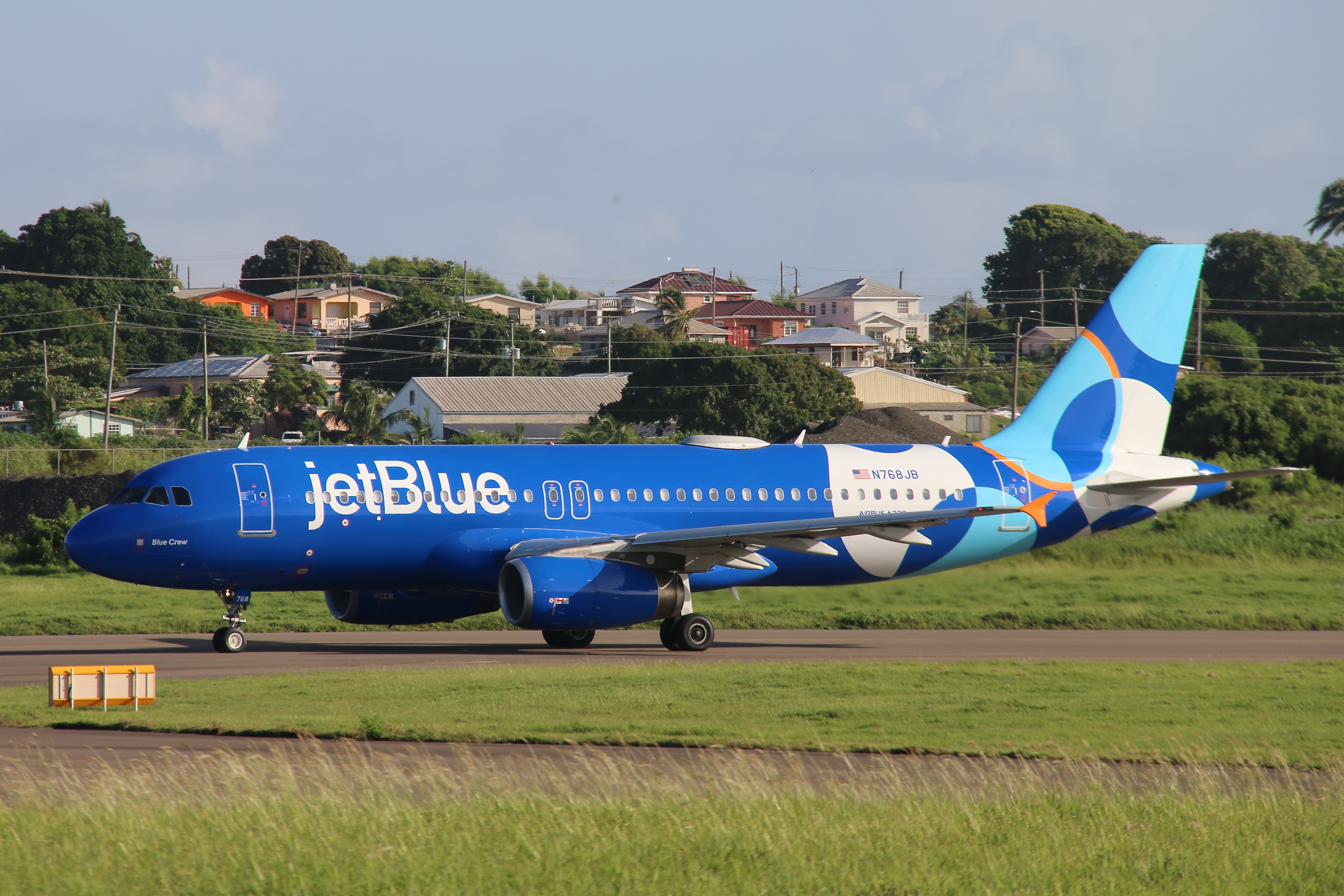
エアバスA320-200
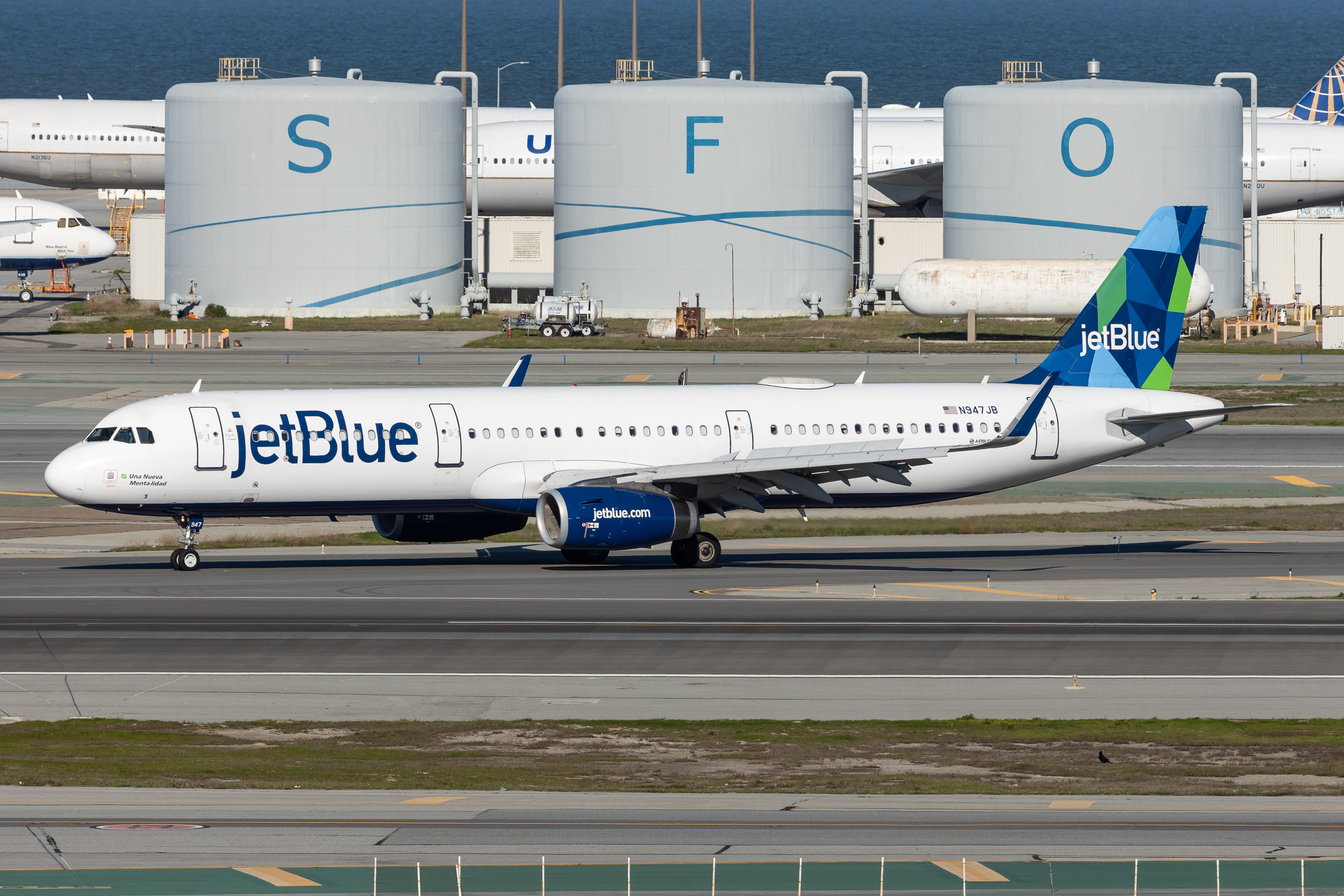
エアバスA321-200
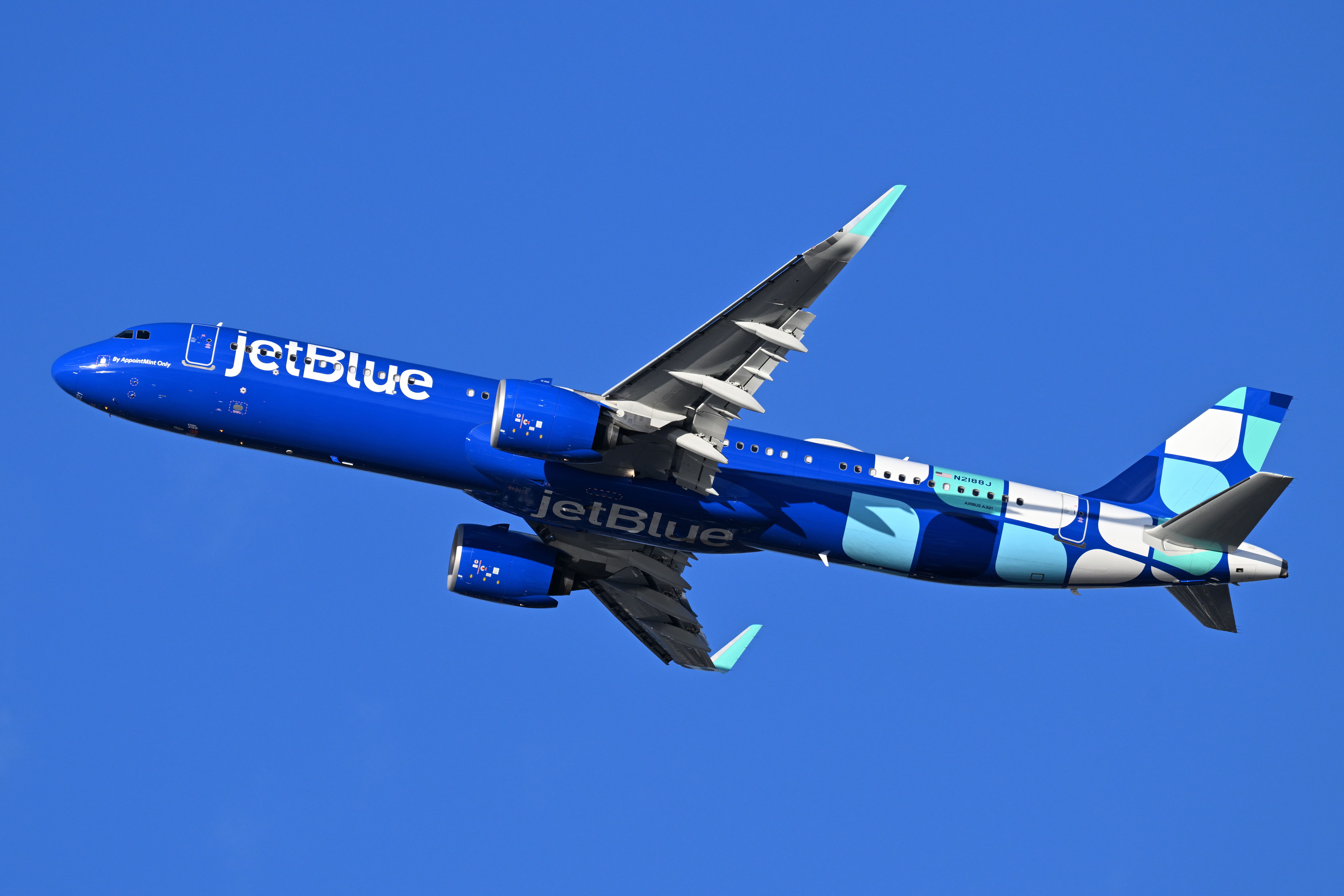
エアバスA321neo
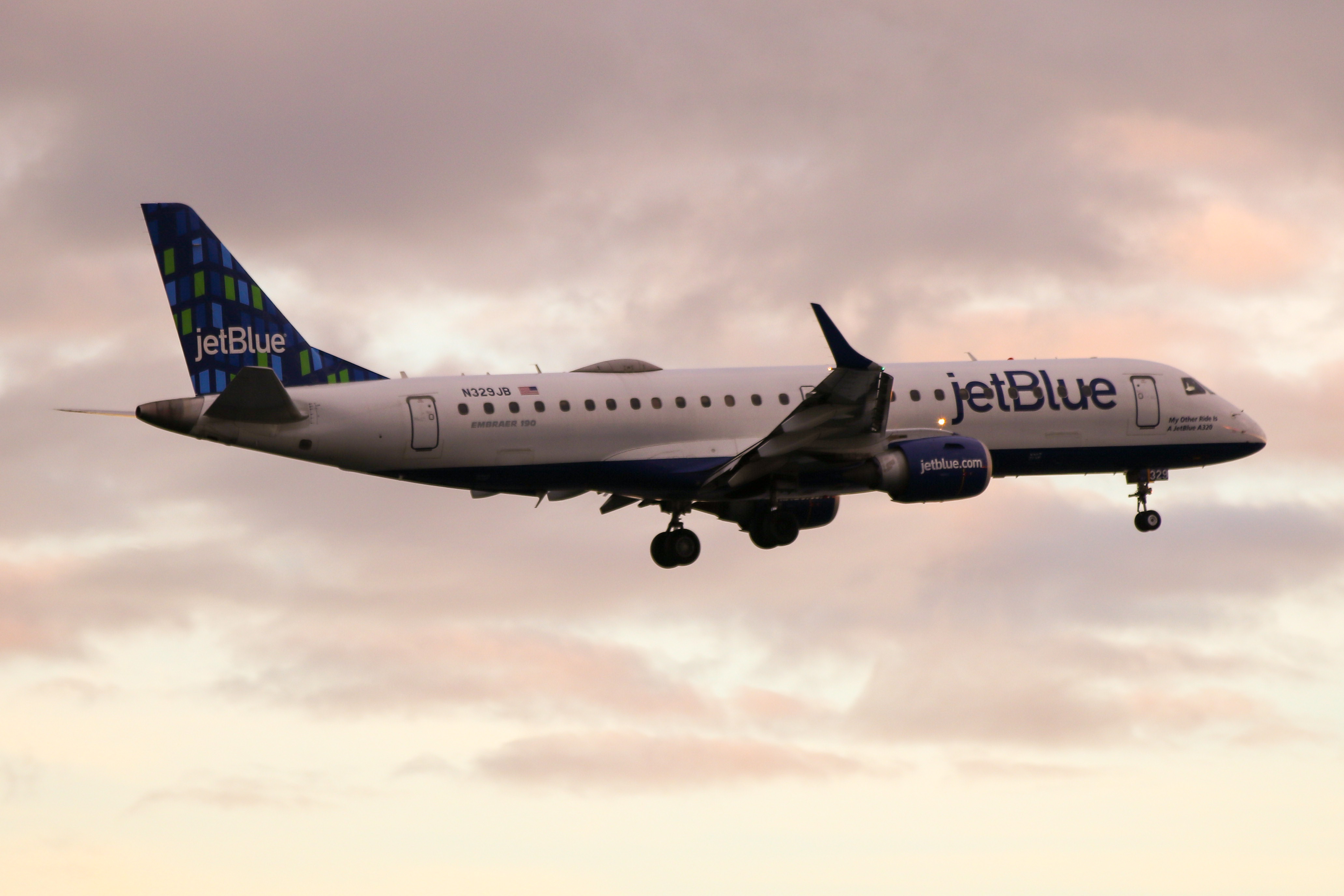
エンブラエル E190

ジェットブルーの機材は、垂直尾翼の塗装パターンが1機ごとに異なる（共通点は青系統をベースとしていることと"jetBlue"のロゴが入ること）。

また、ジェットブルーの機材には全機にニックネームがつけられており、これは社員からの公募で決められる。ほとんどのニックネームには"Blue"が入っているが、例外もあり、元安全担当副社長の名前と元ナイアガラ・フロンティア運輸局会長の名前がつけられている機体が存在する。

### 機材計画
ジェットブルーは、元来エアバスA320型機のみの単一機材で運航してきたが、 2003年6月に100人乗りのエンブラエル190を100機確定発注、100機をオプション発注した。オプション契約分も合計すると200機を発注する という、この前代未聞の大規模発注劇は、業界関係者のみならず、多くの者に衝撃を与えた。また同社は、すでにA320の発注も相当数行っており、2006年3月15日に発表された日航財団のレポート「ジェットブルー社の光と影」によれば、ジェットブルーでは機材計画として、2011年までに保有機数を284機（内訳としてはA320型機が183機、エンブラエル190型機が101機）にする計画を公表しており、さらにオプション契約分も含めると、2016年には同社の保有機材は434機となる可能性があり、大手航空会社に機材数の面で追いつく事になる計画であった。
しかし、同社はこの大規模な機材調達計画を実行するために有利子負債や転換社債を多く発行しており、その利払いや償還の費用が同社の経営を圧迫しているため、実現には不透明さも強いとされていた。実際に同社は、2005年度の決算においては、前述の有利子負債や転換社債の関連経費が7000万ドルに近くに達したことに加え、先物取引のミスにより、燃料費が大幅に増加してしまったことで、創業初年度以来初の最終赤字に転落しており、この状況が続けば2006年度も最終赤字となるという見通しを公表していた。
2013年に機材計画を変更して、エンブラエル190型機については同年の受領60機目以降、一旦受領を先送り、残り24機の発注分はの受領を2020年以降に延期して、この延期の伴いエアバスA321型機をneo型とともに発注し、2018年までA320、A321型機を導入し、2018年からA320neo、A321neo型機へ切り替えを行う予定。 また、neo型と同等のシャークレットも110セット発注していて受領済みの機体に装備して運用効率化を図る計画。それまではエコノミーのみのモノクラス サービスを保持していたが2014年4月からアメリカ大陸横断路線のA321にフルフラットシートを装備したプレミアムクラスを設置し、運用を開始。

## 経営
CEOのデビッド・ニールマン（David Neeleman）はユタ州出身（生まれはブラジルのサンパウロ）のオランダ系アメリカ人。ユタ州立大学を3年で中退した後、モルモン教に入信し、ブラジルのリオデジャネイロに渡った経験がある。1984年、ジューン・モリスと共に地元ユタ州でMorris Airという航空会社を立ち上げエアラインビジネスに参入、1992年に就航した。1993年に130万ドルでサウスウエスト航空に売却し、その際にサウスウエスト航空に参画したが、サウスウエスト航空社内の会議漬けの日々に嫌気が差し退職を決意。退職時、サウスウエスト航空の創業者でありCEOであったハーブ・ケレハーに5年間の競合禁止条項を約束させられた。
その後ニールマンは電子チケットシステムの「オープン・スカイズ」（1999年にヒューレット・パッカードに売却）を立ち上げたり、カナダの格安航空会社の代表格であるウエストジェット航空の立ち上げに参画したりした。その後1999年にジョン・オーウェンらと共にジェットブルーを設立した。現在はコネチカット州New Cannanに在住。
ニールマンのほか、CFOのジョン・オーウェンや創業当初の人事役員であったアン・ローデスらも元サウスウエスト航空出身である。サウスウエストの低価格運賃かつフレンドリーな機内サービスなどの優れたオペレーション方針を受け継ぎつつも、42chの機内ライブテレビ、全革張りのシート、無料のスナックやドリンクなど、従来のサービスを切り捨てた格安航空会社とは一線を画してアメニティの充実に力を入れている。ニールマンはジェットブルーが「New Air」と呼ばれていた創業前から「飛行機での旅行に人間性をもたらします。」と明言していた。
2007年5月10日、取締役会は創業者であるデビッド・ニールマンのCEO解任を決議し、後任にCOOのデーブ・ベルガーを指名した。ジェットブルーは同年2月に悪天候のため大量の欠航便を出した事で大きな混乱を引き起こしており、その責任を取るための解任であった。ニールマンは取締役会議長としてジェットブルーにとどまることになった。
2022年現在、人員不足のため夏のフライトスケジュールが縮小となっている。その一方 スピリット航空（Spirit Airlines）を買収の動きも見せている。

### サービス
マイレージサービスを「TrueBlue」の名称で運用していて、5,000ポイントから特典交換可能で年一回同社利用でポイント有効期限延長可能。
「Even More」という優待サービスが設定されていて、機内では「Even More Space」というサービスを追加料金を支払うことで前後幅37〜41インチの足下の広い座席を利用でき、アメリカ国内59空港では「Even More Speed」という優先取扱サービスも追加料金を支払うことで利用でき、混雑空港では便利なサービスとなっている。
基本サービスもほかの格安航空会社よりは比較的高級志向のサービスを実施していて、通常32〜34インチの前後幅のある座席と無料手荷物、機内食、ドリンク、個人シートモニターなどが利用でき、従来のレガシーキャリアにも引け劣らないサービスを利用できる。機内食、ドリンクの種類を少なくしたり、同一機材を使用することで運賃価格を抑えているが純粋な格安航空会社よりは高めの価格となりやすい。
2014年から大陸間で運航されるA321型機から上級クラスサービスとして「Mint」と称する前後幅58インチの上級クラスを設置し、座席は最大80インチのフルフラットシートへのリクライニング機能や大型個人シートモニター、マッサージ機能、ガラスシェード、AC電源、USBポートなどを装備し、座席配置を奇数列と偶数列の座席配置を互い違いにして前後スペースを確保する計画（偶数列は完全なソロシートとなる予定）。また時期を同じくしてKaバンド大容量通信衛星を利用した機内インターネット接続サービスを稼働させる予定で同社発表ではアメリカ国内他社より8倍高速の通信速度で接続でき、自宅などと同等程度の接続を提供できるとしている。

### 提携
2014年1月現在以下の航空会社と提携していて、アライアンスなどの航空連合には属さないでいるが、提携先が大手航空会社が多く、個別の提携が多いため乗り継ぎなどで利便を計られている。
アイスランド航空、アシアナ航空、アメリカン航空、ヴァージンアトランティック航空、エアリンガス、エジプト航空、エティハド航空、エミレーツ航空、エルアル・イスラエル航空、カタール航空、キャセイパシフィック航空、ジェットエアウェイズ、シンガポール航空、スカンジナビア航空、大韓航空、タム航空、中華航空、中国国際航空、トランスアエロ航空、ターキッシュ エアラインズ、日本航空、ハワイアン航空、ブリティッシュ・エアウェイズ、LOTポーランド航空、ラン航空、ルフトハンザ航空、南アフリカ航空など

## 就航都市
| アメリカ国内およびアメリカ領内 アリゾナ州 フェニックス イリノイ州 シカゴ （ オヘア空港 ） カリフォルニア州 バーバンク ロングビーチ オークランド オンタリオ （ Ontario, California ） サクラメント サンディエゴ サンノゼ コロラド州 デンバー フロリダ州 フォートローダーデール フォートマイヤーズ （ Fort Myers ） オーランド タンパ ウェストパームビーチ ペンシルベニア州 ピッツバーグ ルイジアナ州 ニューオーリンズ マサチューセッツ州 ボストン ナンタケット メリーランド州 ボルティモア ネバダ州 ラスベガス ニュージャージー州 ニューアーク ニューヨーク州 バッファロー ニューヨーク （JFK、LGA） ロチェスター シラキュース オレゴン州 ポートランド ユタ州 ソルトレイクシティ バーモント州 バーリントン バージニア州 ワシントンD.C. ワシントン州 シアトル プエルトリコ アグアディーヤ （ Aguadilla ） ポンセ （ Ponce ） サンフアン | 国際線 バミューダ諸島 バミューダ メキシコ カンクン バハマ ナッソー タークス・カイコス諸島 プロビデンシアレス島 ジャマイカ キングストン モンテゴ・ベイ ドミニカ共和国 サント・ドミンゴ サンティアゴ プエルト・プラタ プンタ・カナ （ Punta Cana ） ラ・ロマーナ [2011年11月16日より就航] セント・マーチン島 セント・マーチン セント・ルシア ビュー・フォート バルバドス ブリッジタウン アルバ オラニエスタッド グレナダ キングスタウン イギリス ロンドン (LHR,LGW) |

## 事故

### 2005年ジェットブルー航空292便緊急着陸事故

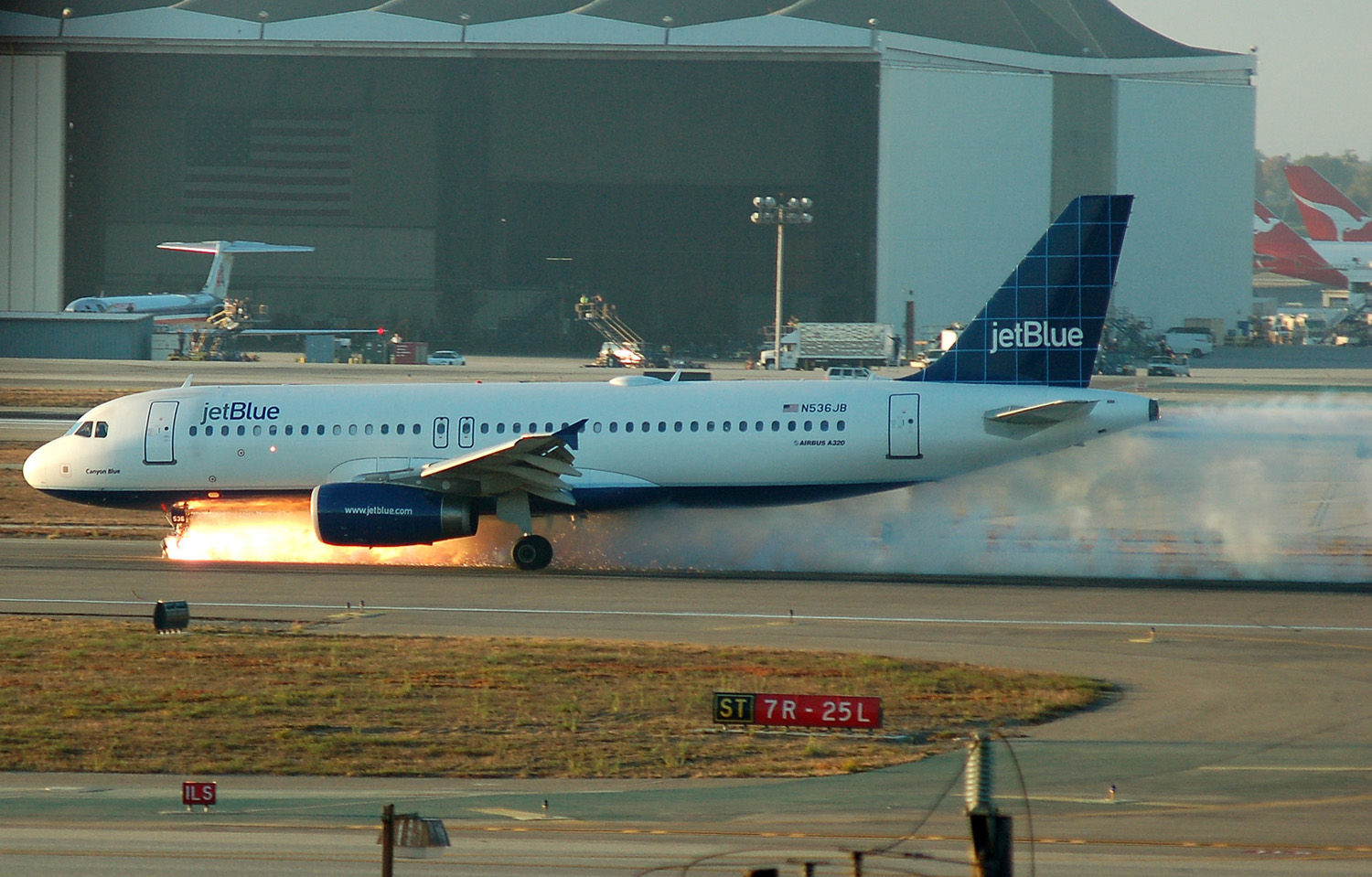
292便、エアバスA320型機がロサンゼルス空港に緊急着陸。

2005年9月21日午後6時19分頃（太平洋標準時）、カリフォルニア州バーバンク発ニューヨーク・ジョン・F・ケネディ国際空港行き292便（エアバスA320型機、乗員乗客146名）が離陸直後に前脚に問題が発生し、ロサンゼルス国際空港に緊急着陸した。292は午後3時17分にバーバンクを離陸したが、直後に前脚の収納ができなくなった旨を知らせる警告灯が点灯した。同機は燃料タンク内の燃料を消費し、着陸時の重量を減らすとともに着陸後の火災に備え、3時間ほど旋回飛行を行った後、午後6時19分頃カリフォルニア州ロサンゼルス国際空港に緊急着陸した。乗員6名、乗客140名、計146名に怪我はなかった。
同機が異常を認識してから直ちに着陸を行わなかったのは、Airbus A320には燃料投棄装置が装備されていなかったためである。A320に限らず、多くの小型機・中型機の場合、燃料を満載した状態であっても機体の総重量が最大着陸重量を超えないので、燃料を投棄しなければ着陸不可能という事態が初めから想定されていないからである。因みに、大型旅客機であるBoeing 747やAirbus A380などは燃料を投棄できる機構がある。
292便の場合は問題が起こったのが降着装置であったため、それが直ちに飛行自体に切迫した危険性をもたらしていたわけではなく、むしろ接地した後、安全に停止できるかどうかが分からないという状態であったため、敢えて燃料を消費するために旋回飛行を行ったのである。
その後、ロサンゼルス国際空港に緊急着陸のためのアプローチ中に、292便の姿を視認した管制管から「出ていないわけではないが、前脚は真横を向いたままの状態で固定されてしまっている」旨を伝えられた機長は、主脚車輪による接地後、通常であれば直ちに行う前脚の接地をぎりぎりまで遅らせ、少しでも前輪が滑走する時間を短縮する着陸操作を執った。接地したのち前輪は破損し炎上したものの、前輪を支える脚部が折れることはなく機体の前部を支えたまま滑走し、機体に大きな損傷はなかった。292便は滑走路を2,000mほど滑走して停止した。
異常の発生から着陸までに時間があったこともあり、主要なテレビ局は、この着陸の模様を生中継していた。事故にあった航空機は衛星放送のテレビ番組を受信可能であり、乗客は各座席にて緊急事態発生後のニュースをリアルタイムで見ており、無事に着陸できたことを画面で確認した際、拍手が起こったという。
着陸後、機長が「残念ながらセンターラインから数センチ外れてしまった。」と語ったとされる冗談もある。

### 緊急脱出スライド作動事件
2010年8月9日、ピッツバーグを発ちケネディ国際空港に着陸直後の1052便（エンブラエル190）の機内で、客室乗務員と乗客が口論。客室乗務員が機外へ緊急脱出スライドを開いて逃走する事件が発生した。客室乗務員は、自宅に戻っていたところを逮捕され、危険行為（地上誘導員などを巻き込む可能性があった）などの罪で送検された。口論の原因は、機体が完全に停止する前に乗客が荷物を出そうとしたことがきっかけであり、客室乗務員は脱出する直前に機内放送を通じて 「私を口汚くののしった乗客へ。この仕事を20年間やってきたが、もううんざりだ」 と言い放ったという。
また、2025年1月7日には、マサチューセッツ州ボストンのローガン国際空港で、地上を走行中の旅客機の乗客が非常口のドアを開けて緊急脱出スライドを展開、駆け付けた警官に逮捕される出来事があった。

### 機長発狂事件
2012年3月27日午前、ニューヨーク発ラスベガス行きの191便（エアバスA320、乗客135人、乗員5人）で、機長の様子がおかしいのに気づいた副操縦士が、機長が離席し操縦室を出た隙にドアをロックして閉め出した。機長は機体後方に行ってから、「イラク」「アルカイダ」「テロ」などと喚き出して機首方向へ走り、操縦室ドアを叩きながら「中へ入れろ。スロットルを引け。機体を降下させなきゃいけない」などと叫んだ。暴れ始めた時の航行地点は目的地まで半分程飛行したところだった。その後機長は乗客達に取り押さえられ、テキサス州のリック・ハズバンド・アマリロ国際空港に緊急着陸後、関係当局に引き渡された。

### 誤認搭乗拒否事件
コンピューターの不具合により、本来テロリスト情報に載るべきではない1歳女児の搭乗者が誤認による搭乗拒否の事件がフロリダ州フォートローダーデール空港で発生した。米運輸保安庁（TSA）は、女児は搭乗禁止リストに入っていないとしてジェットブルーの当初の対応を批判。同航空の誤認だったことが判明したと述べた。